# Cava d’Ispica
Koordinaten: 36° 51′ N, 14° 50′ O
Die Cava d’Ispica oder kurz Cava ist eine 13 km lange, tiefe Schlucht aus Kalkstein in der Nähe von Ispica auf der Insel Sizilien in Italien.

## Lage
Die Schlucht liegt auf dem Gebiet des Ortes Ispica. Man erreicht den Norden der Schlucht von der SS 115 Ispica - Modica aus. Von der SS 115 aus sind es noch 6 km bis zur Schlucht. An der einen Seite sind Reste eines Dorfes zu sehen. Bis 1935 haben hier Menschen noch in „Spaccaforno“ genannten Höhlen gelebt. Außerdem ist hier eine Nekropole zu finden (siehe Tomba del Principe (Cava d’Ispica)). Es entsteht der „Parco Archeologico Forza“. An der anderen Seite ist die Heiligengrotte, benannt nach Heiligenabbildungen an den Wänden.

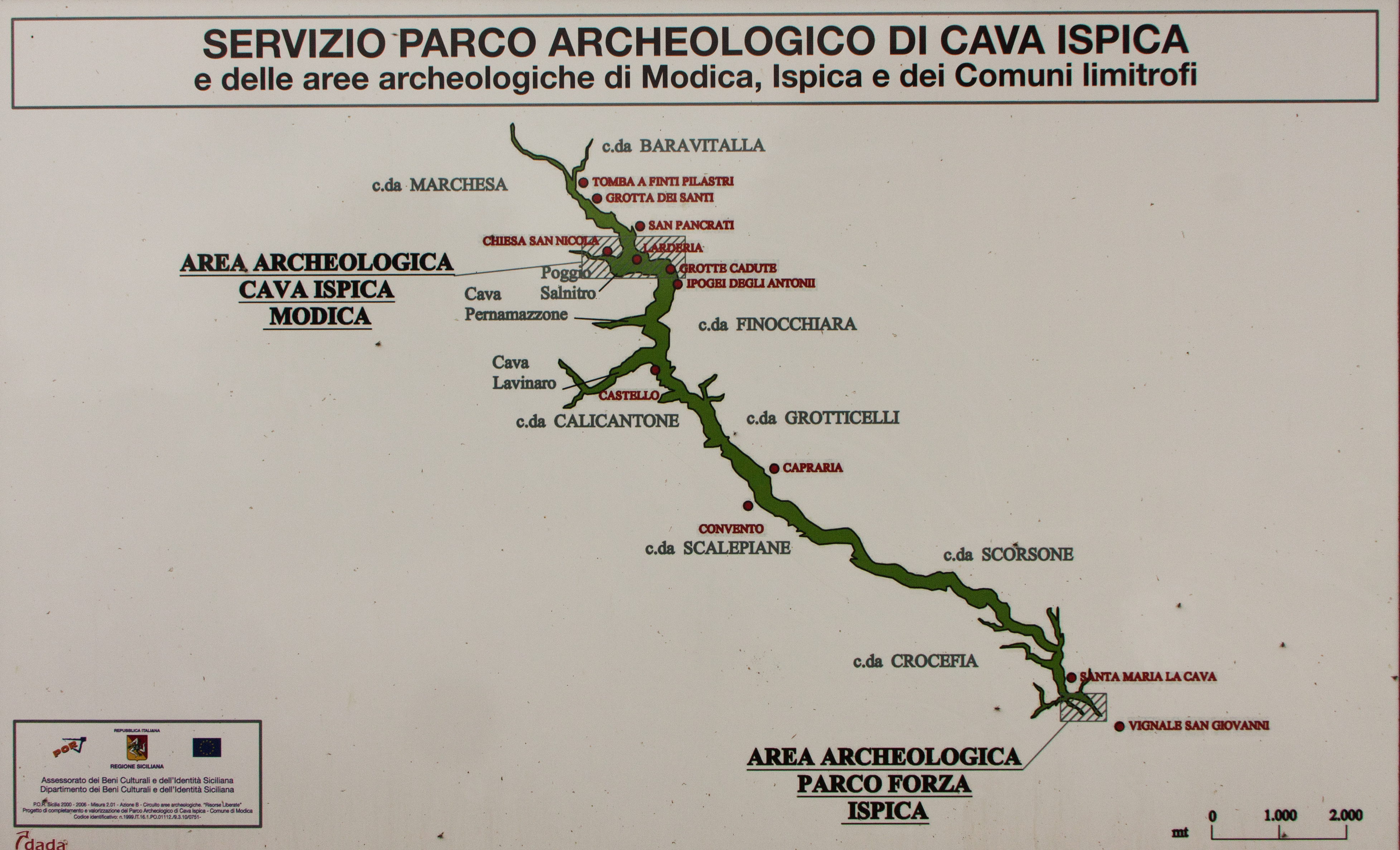
Plan von Cava Ispica
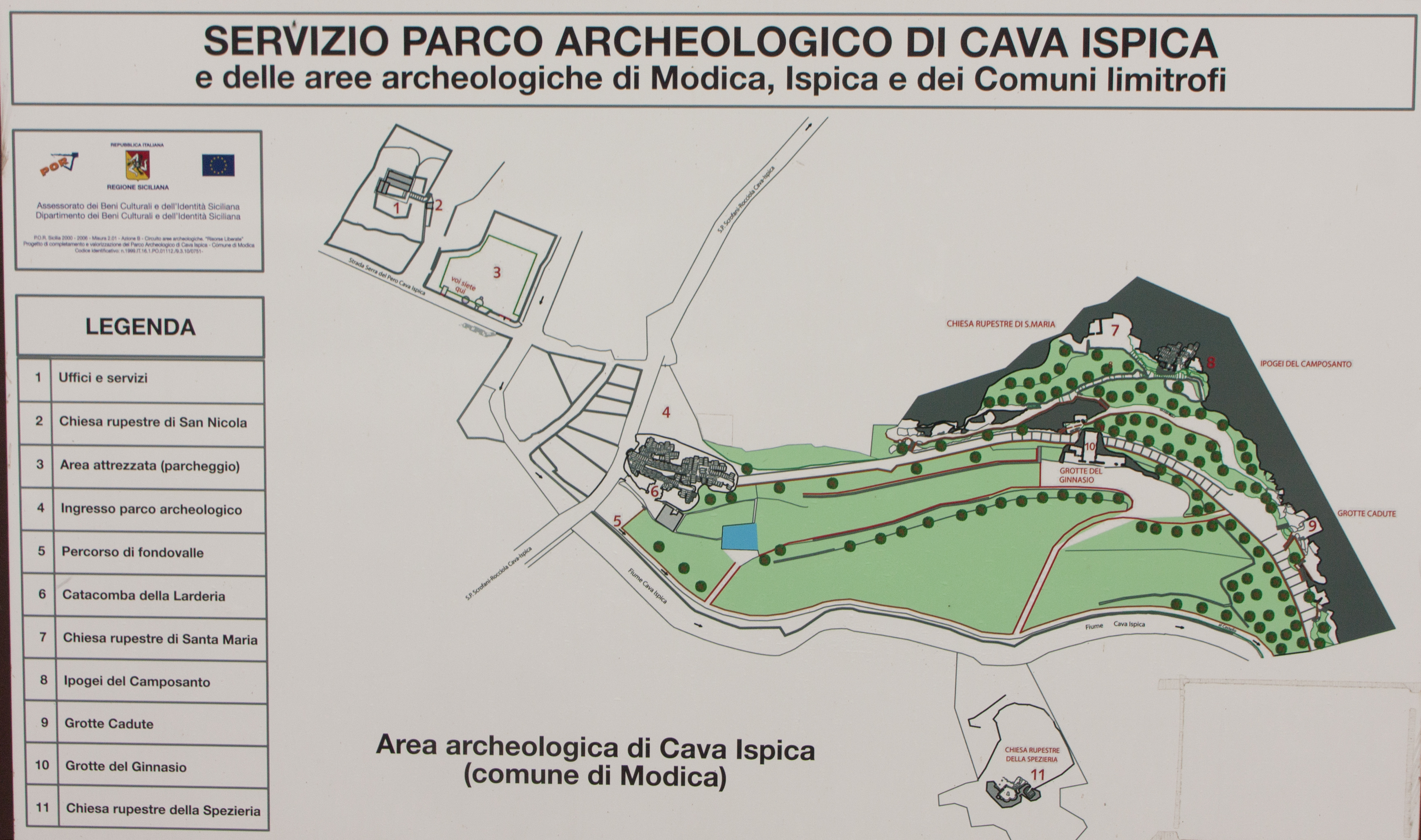
Plan der Area Archeologica di Cava Ispica
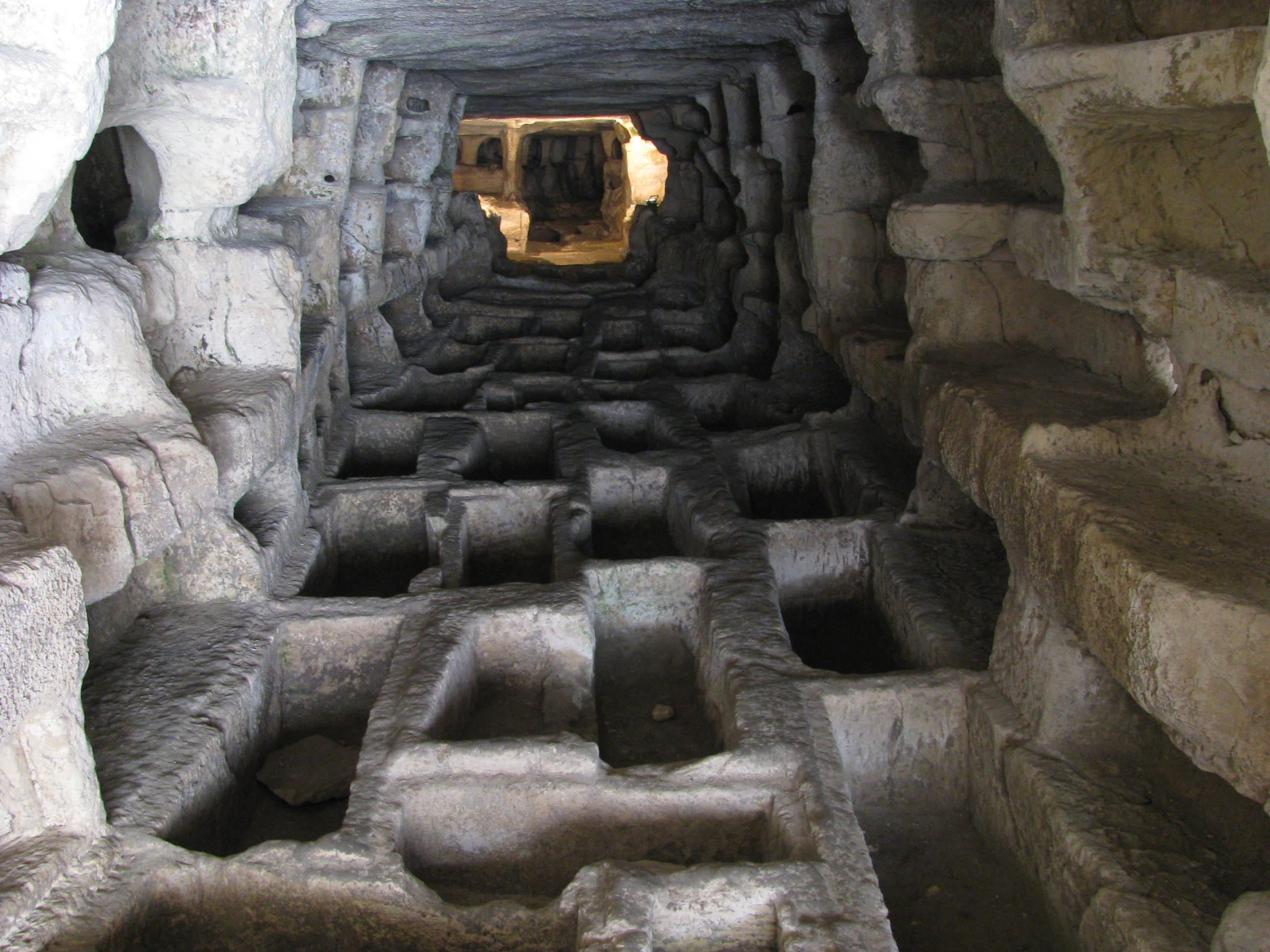
Grotta della Larderia
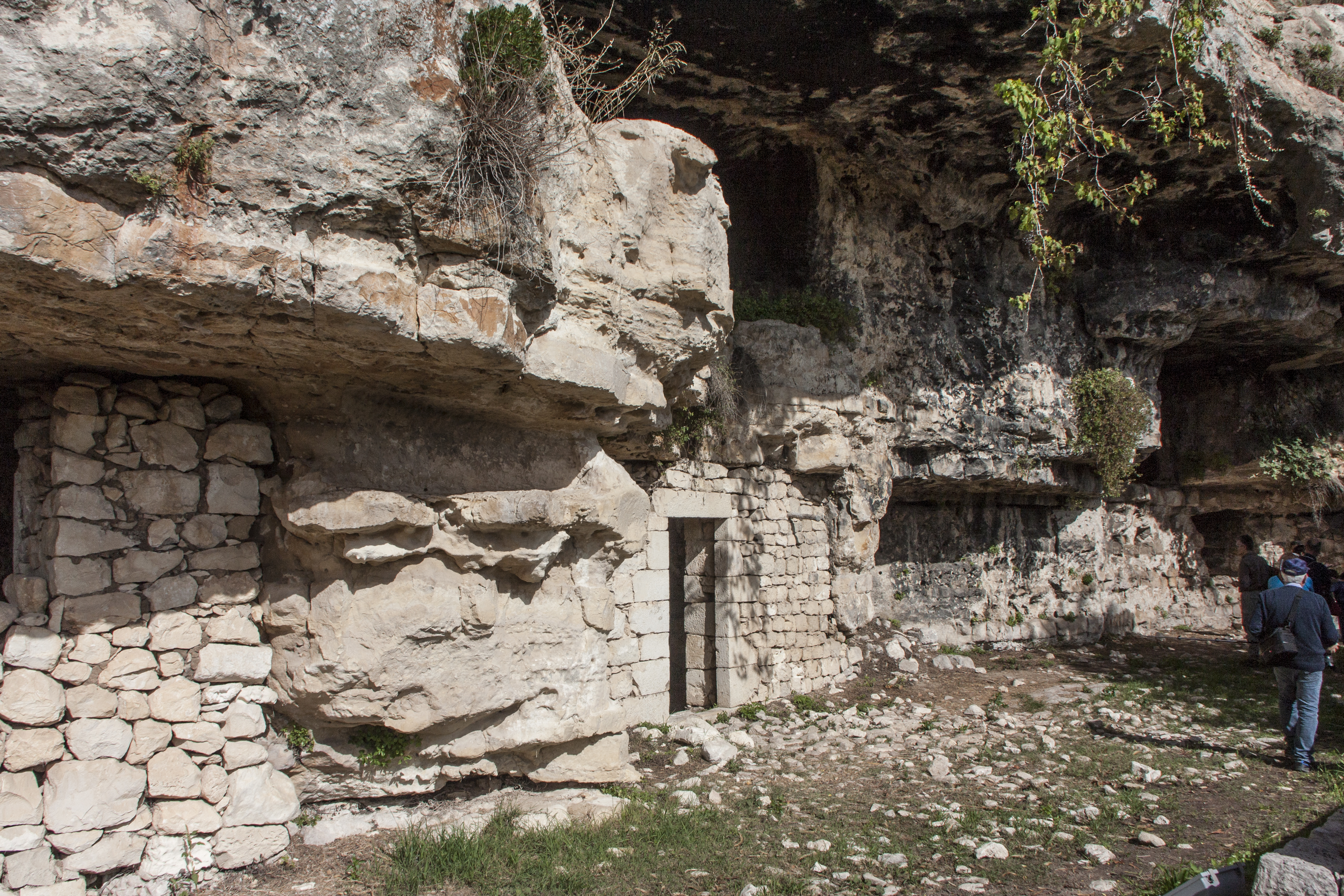
Chiesa rupestre di Santa Maria
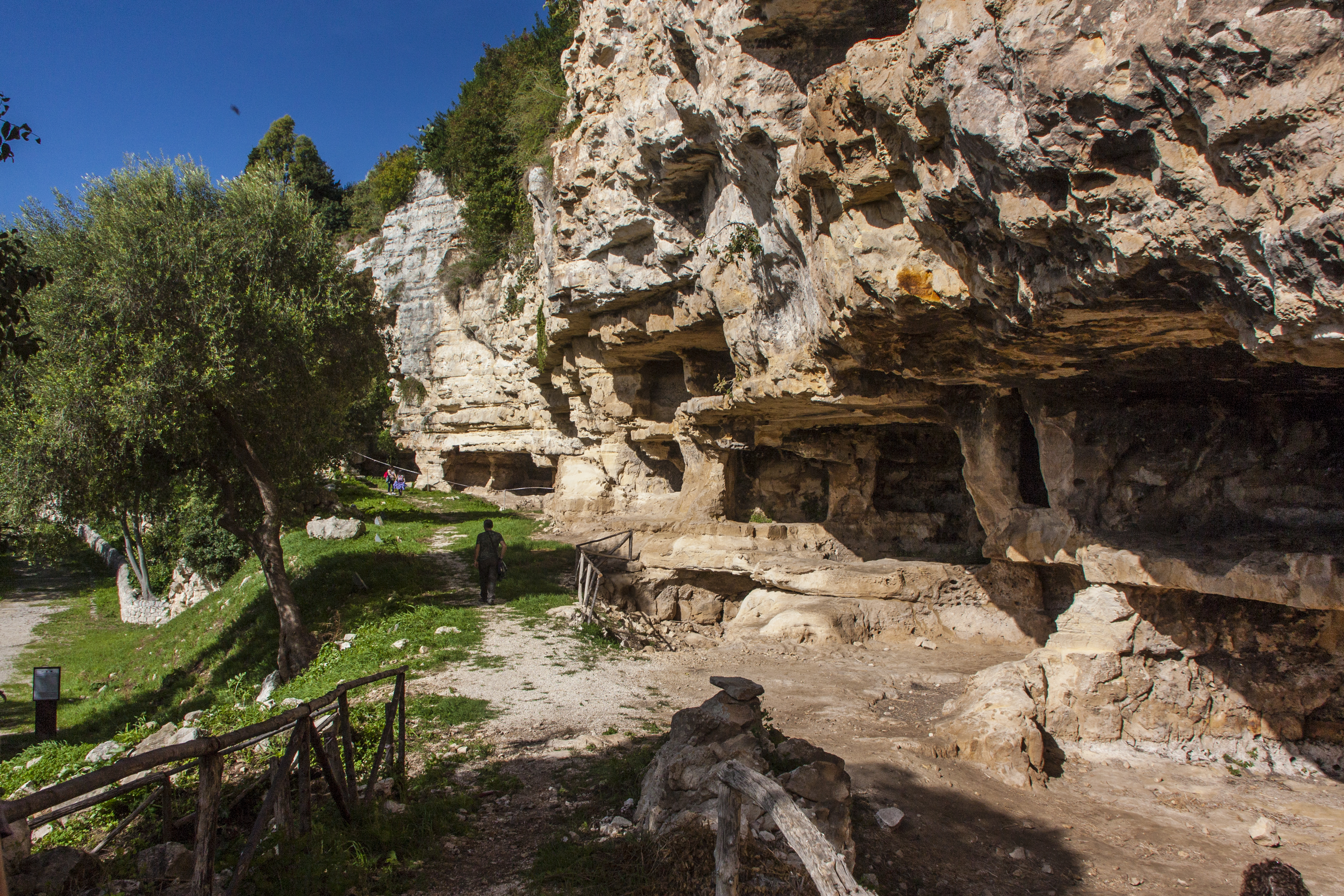
Grotte cadute
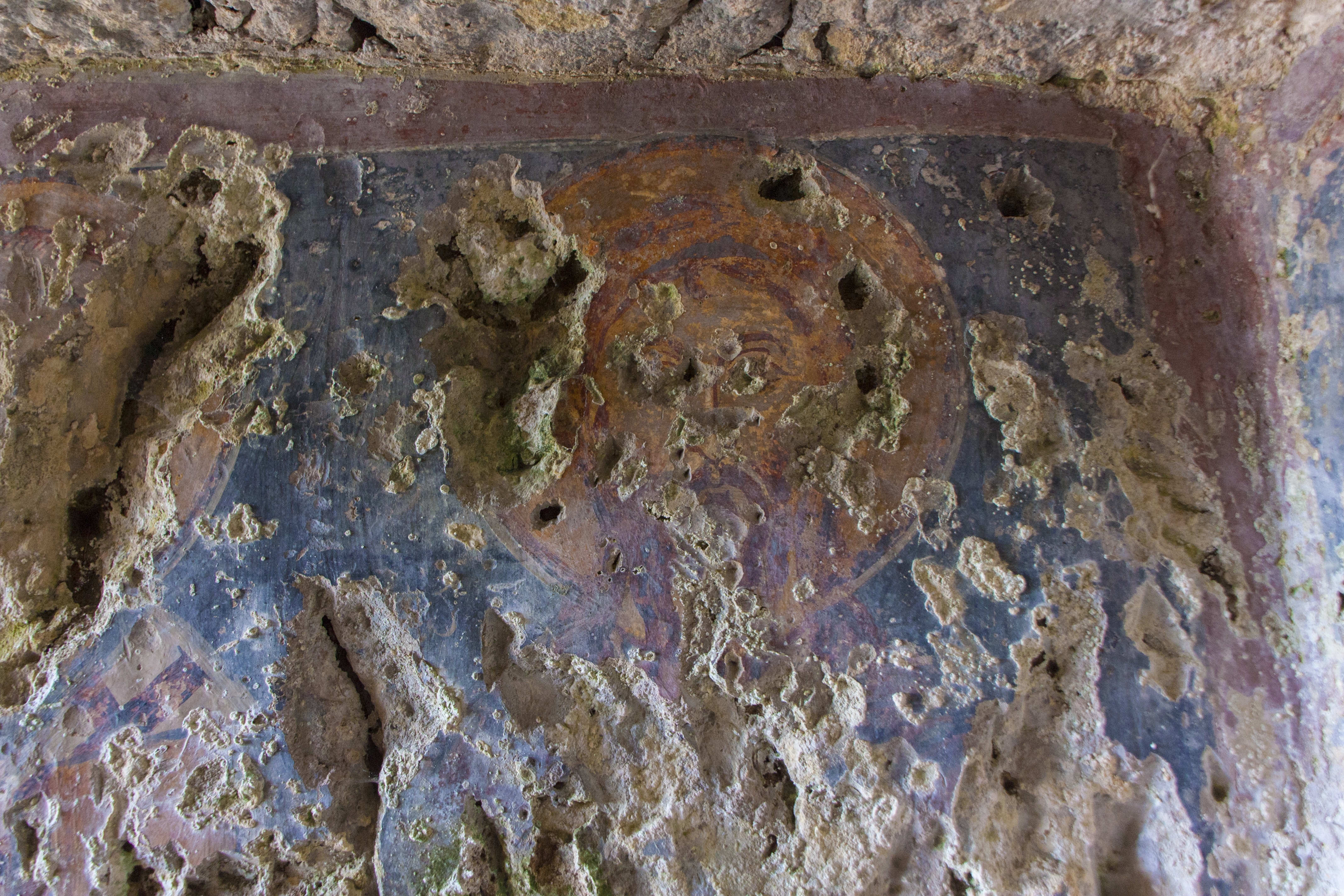
Grotta dei Santi
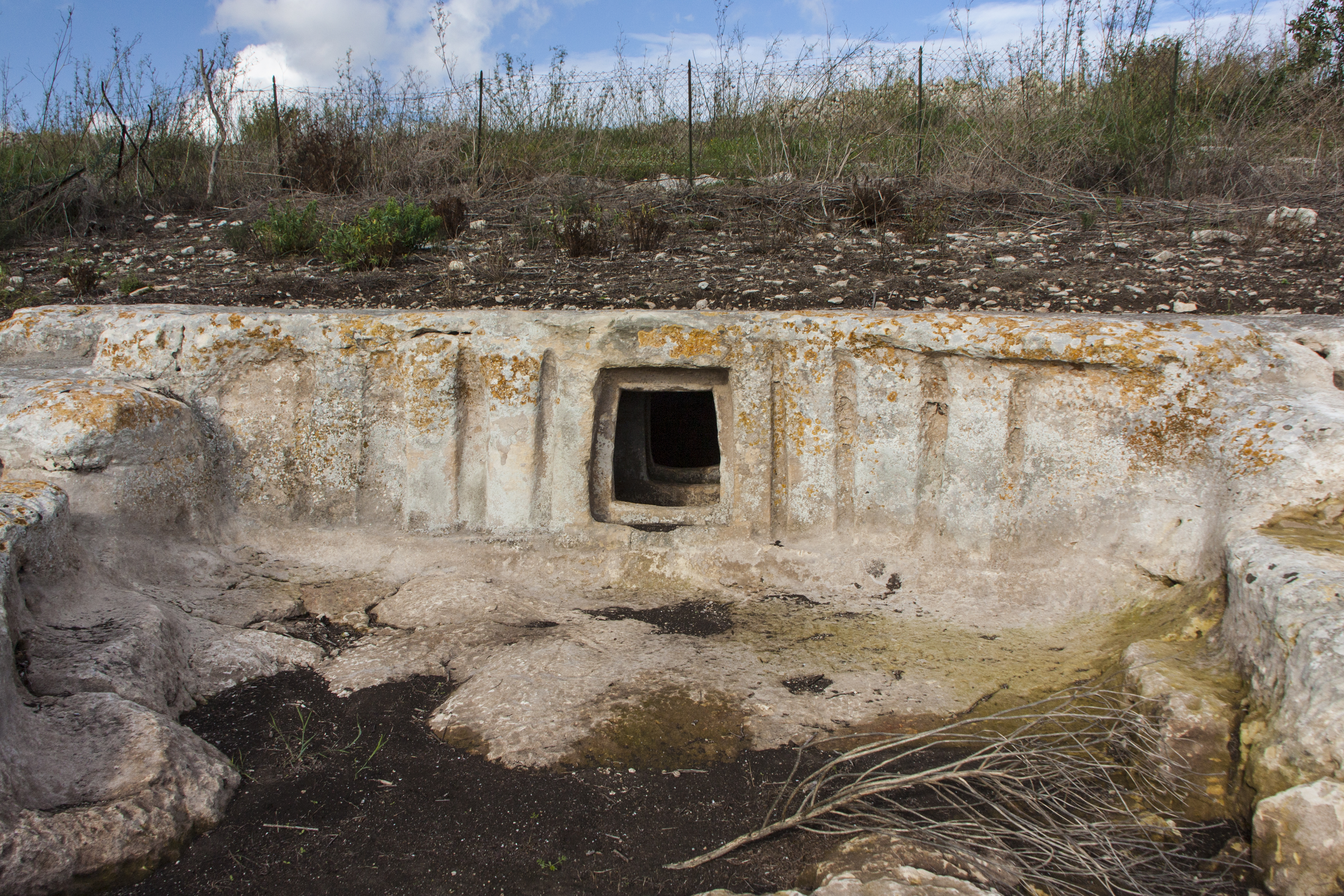
Tomba del Principe

## Umgebung
In der Nähe der Schlucht befinden sich Katakomben aus dem 4.–5. Jahrhundert n. Chr. Hier befindet sich auch die Grotte Santa Maria mit drei Gräbern.